# Komunální volby v Moldavsku 2023
Komunální volby v Moldavské republice se konaly v neděli 5. listopadu 2023. V obcích, kde volba starosty nebyla úspěšná, se druhé kolo uskutečnilo v neděli 19. listopadu 2023.

## Pozadí
Podle platného volebního zákona Moldavské republiky je funkční období místních volených představitelů čtyřleté. Poslední komunální volby se konaly 20. října 2019 (první kolo), přičemž nejvíce mandátů získaly PSRM, PDM, volební blok ACUM Platforma DA-PAS, Liberálně demokratická strana a strana Șora. V Kišiněvské municipalitě vyhrál volby Ion Ceban (PSRM), ale žádná strana nezískala v městské radě Kišiněva absolutní většinu.
V předchozích komunálních volbách bylo zvoleno 898 starostů a 1108 okresních a obecních zastupitelů.

### Elektronické hlasování
Občanská koalice za svobodné a spravedlivé volby spolupracuje s Ústřední volební komisí Moldavské republiky na elektronickém volebním systému, který byl testován v komunálních volbách v roce 2023 a bude široce zaveden v prezidentských a parlamentních volbách v roce 2024 a 2025.
Nový moldavský volební zákon má zahrnovat elektronické hlasování i hlasování poštou. Ministr spravedlnosti Sergiu Litvinenco ve svém příspěvku na Facebooku uvedl, že nový volební zákoník by měl být přijat rok před komunálními volbami, tj. do října 2022, aby se vyhovělo doporučením Benátské komise ohledně provedení změn ve volební legislativě.
Odhaduje se, že v diaspoře by bylo 800 000 až jeden milion moldavských občanů s volebním právem.

### Administrativně-teritoriální reforma
Parlamentní většina vyjádřila určitou otevřenost k diskusi o administrativně-teritoriální reformě, ale názory se rozcházeli mezi Maiou Sanduovou, Igorem Grosuem a Natalií Gavrilitsaovou. Politický analytik a prezident ADEPT Igor Botan uvedl, že se jedná o velmi složitou reformu, která vyžaduje mnoho prostředků.
Poslanec PAS Vladimir Bolea na konci roku 2021 uvedl, že vláda již má iniciativní skupinu a má 3 návrhy na snížení počtu obcí, přičemž nejpravděpodobnějším scénářem je, že z 896 obcí zůstane pouze 93 obcí. Ve vládní analýze je také možnost zrušení okresů a jejich nahrazení 5 většími administrativně-územními celky. Poslanec rovněž uvedl, že reforma bude provedena v roce 2022 tak, aby se komunální volby v roce 2023 konaly v novém správním uspořádání.
Předsedkyně vlády Natalia Gavrilitsaová oznámila, že v roce 2023 se zásadní reforma před volbami neuskuteční, ale že by mohla být provedena „dobrovolná amalgamace“, tj. sloučení několika administrativně-teritoriálních jednotek na dobrovolné bázi.

## Předsedové okresů před volbami
| Strana | Strana                                 | Počet předsedů okresů (2019) | Počet předsedů okresů (2023) |
| ------ | -------------------------------------- | ---------------------------- | ---------------------------- |
|        | Strana socialistů Moldavské republiky  | 18/32                        | 16/32                        |
|        | Evropská sociálně demokratická strana  | 10/32                        | 8/32                         |
|        | Strana akce a solidarity               | 1/32                         | 2/32                         |
|        | Strana rozvoje a konsolidace Moldavska | 0/32                         | 2/32                         |
|        | Strana obrody                          | 0/32                         | 2/32                         |
|        | Strana komunistů Moldavské republiky   | 0/32                         | 1/32                         |
|        | Strana Șora                            | 1/32                         | 0/32                         |
|        | Platforma důstojnosti a pravdy         | 2/32                         | 0/32                         |
|        | Nestraníci                             | 0/32                         | 1/32                         |
| Zdroj: |                                        |                              |                              |

## Výsledky

### Okresy
| Č.     | Okres                   | PAS   | PSRM  | PSDE  | PDCM  | PCRM  | PN    | PR    | MAN   |
| ------ | ----------------------- | ----- | ----- | ----- | ----- | ----- | ----- | ----- | ----- |
| 1      | Kišiněvská municipalita | 32.88 | 9.64  | 0.58  | 1.21  | 4.46  | 1.72  | 2.64  | 33.10 |
| 2      | Bălțská municipalita    | 13.59 | 22.13 | 0.50  | 1.58  | 3.91  | 24.77 | 5.10  | –     |
| 3      | Anenii Noi              | 31.72 | 23.07 | 3.53  | 2.52  | 4.13  | 2.83  | –     | –     |
| 4      | Basarabeasca            | 21.00 | 21.74 | 1.76  | –     | 3.82  | 8.89  | 9.57  | –     |
| 5      | Briceni                 | 18.97 | 45.28 | 4.05  | –     | 8.81  | 3.92  | 3.58  | –     |
| 6      | Cahul                   | 35.37 | 22.74 | 0.74  | 3.05  | 5.07  | –     | –     | –     |
| 7      | Cantemir                | 35.84 | 12.74 | 8.89  | 10.08 | –     | 4.03  | 2.88  | –     |
| 8      | Călărași                | 44.06 | 18.67 | 1.09  | 7.09  | 3.64  | –     | 2.56  | –     |
| 9      | Căușeni                 | 29.75 | 15.00 | 11.74 | –     | 6.31  | –     | –     | –     |
| 10     | Cimișlia                | 37.33 | 7.77  | 16.36 | –     | 5.64  | –     | 1.44  | –     |
| 11     | Criuleni                | 41.12 | 15.57 | 8.22  | 1.85  | 3.41  | –     | –     | –     |
| 12     | Dondușeni               | 24.46 | 55.21 | 0.94  | 2.73  | –     | –     | –     | –     |
| 13     | Drochia                 | 19.75 | 21.75 | 4.90  | 7.74  | 7.14  | 15.62 | 5.23  | –     |
| 14     | Dubăsari                | 24.60 | 27.06 | 2.61  | 18.15 | 11.66 | –     | –     | –     |
| 15     | Edineț                  | 13.84 | 30.69 | 15.34 | 5.10  | 4.27  | –     | 4.79  | –     |
| 16     | Fălești                 | 16.16 | 19.61 | 18.69 | 1.78  | 3.52  | 23.76 | 3.94  | –     |
| 17     | Florești                | 22.38 | 20.04 | –     | 10.34 | 5.45  | 6.77  | 1.89  | –     |
| 18     | Glodeni                 | 21.85 | 21.32 | 2.62  | 30.37 | 4.16  | 13.56 | 2.91  | –     |
| 19     | Hîncești                | 32.93 | 8.92  | 23.45 | 10.20 | –     | –     | 1.54  | –     |
| 20     | Ialoveni                | 45.45 | 7.05  | 8.25  | 7.74  | 2.32  | –     | –     | –     |
| 21     | Leova                   | 34.64 | 14.02 | 15.02 | –     | 6.32  | –     | 3.32  | –     |
| 22     | Nisporeni               | 32.24 | 7.05  | 27.32 | 6.20  | 3.10  | –     | 1.44  | –     |
| 23     | Ocnița                  | 15.93 | 50.86 | 3.71  | 4.62  | 10.48 | 2.46  | 7.14  | –     |
| 24     | Orhei                   | 30.74 | 5.24  | 1.51  | 5.06  | 2.97  | –     | 8.71  | –     |
| 25     | Rezina                  | 24.65 | 17.87 | 0.71  | 18.86 | 5.65  | –     | 1.04  | –     |
| 26     | Rîșcani                 | 18.35 | 37.65 | 14.94 | 3.82  | 6.03  | 7.94  | 3.24  | –     |
| 27     | Sîngerei                | 34.67 | 19.50 | 3.45  | 1.93  | 6.59  | 4.06  | 2.68  | –     |
| 28     | Soroca                  | 25.60 | 44.11 | 5.26  | 2.76  | 5.78  | 1.82  | –     | –     |
| 29     | Strășeni                | 47.92 | 10.05 | 6.25  | 6.56  | 4.53  | 3.87  | –     | –     |
| 30     | Șoldănești              | 25.03 | 18.85 | 28.72 | 5.12  | 5.13  | –     | 0.70  | –     |
| 31     | Ștefan Vodă             | 32.21 | 20.63 | 14.85 | –     | 3.49  | –     | 4.19  | –     |
| 32     | Taraclia                | 3.37  | 34.74 | –     | 6.30  | 7.35  | –     | 38.92 | –     |
| 33     | Telenești               | 37.85 | 6.44  | 10.63 | –     | 1.90  | –     | 3.64  | –     |
| 34     | Ungheni                 | 27.85 | 17.88 | 11.23 | 5.87  | 7.14  | –     | –     | –     |
| Zdroj: |                         |       |       |       |       |       |       |       |       |

### Další informace
| Strana | Strana                                  | Okresy a municipality | Města a obce | Starostové |
| ------ | --------------------------------------- | --------------------- | ------------ | ---------- |
|        | Strana akce a solidarity                | 357/1086              | 3189/9972    | 291/895    |
|        | Strana socialistů Moldavské republiky   | 256/1086              | 2282/9972    | 144/895    |
|        | Evropská sociálně demokratická strana   | 88/1086               | 1018/9972    | 103/895    |
|        | Strana rozvoje a konsolidace Moldavska  | 57/1086               | 573/9972     | 48/895     |
|        | Strana komunistů Moldavské republiky    | 48/1086               | 199/9972     | 7/895      |
|        | Naše strana                             | 44/1086               | 188/9972     | 17/895     |
|        | Liberálně demokratická strana Moldavska | 41/1086               | 419/9972     | 34/895     |
|        | Platforma důstojnosti a pravdy          | 39/1086               | 308/9972     | 20/895     |
|        | Strana obrody                           | 35/1086               | 305/9972     | 27/895     |
|        | Svaz měst a obcí                        | 22/1086               | 192/9972     | 16/895     |
|        | Národní alternativní hnutí              | 20/1086               | 92/9972      | 5/895      |
|        | Alternativní a záchranné síly Moldavska | 14/1086               | 21/9972      | 3/895      |
|        | Hnutí „Respektujte Moldavsko“           | 11/1086               | 147/9972     | 19/895     |
|        | Strana změny                            | 10/1086               | 112/9972     | 7/895      |
|        | Koalice pro jednotu a prosperitu        | 10/1086               | 125/9972     | 10/895     |
|        | Moderní demokratická strana Moldavska   | 8/1086                | 124/9972     | 14/895     |
|        | Strana „Demokracie doma“                | 5/1086                | 53/9972      | 2/895      |
|        | Aliance liberálů a demokratů pro Evropu | 2/1086                | 57/9972      | 4/895      |
|        | Liberální strana                        | 1/1086                | 31/9972      | 3/895      |
|        | Národní liberální strana                | 1/1086                | 15/9972      | 2/895      |
|        | Strana vůle lidu                        | 1/1086                | 22/9972      | 1/895      |
|        | Ekologická strana zelených              | 0/1086                | 7/9972       | 1/895      |
|        | Strana společné akce – Občanský sjezd   | 0/1086                | 12/9972      | 1/895      |
|        | Strana „Náš Bugeac“                     | 0/1086                | 19/9972      | 0/895      |
|        | Strana „Moldavští patrioti“             | 0/1086                | 11/9972      | 0/895      |
|        | Hnutí profesionálů „Naděje-Надежда“     | 0/1086                | 4/9972       | 0/895      |
|        | Strana „Budujeme Evropu doma“           | 0/1086                | 4/9972       | 0/895      |
|        | Strana „MY“                             | 0/1086                | 3/9972       | 0/895      |
|        | Strana síly diaspory                    | 0/1086                | 3/9972       | 0/895      |
|        | Strana národního pokroku                | 0/1086                | 3/9972       | 0/895      |
|        | Volební blok „Ruslan Codreanu“          | 0/1086                | 3/9972       | 0/895      |
|        | Lidová strana Moldavské republiky       | 0/1086                | 2/9972       | 0/895      |
|        | Moldavská národní strana                | 0/1086                | 1/9972       | 0/895      |
|        | Strana pro lidi, přírodu a zvířata      | 0/1086                | 0/9972       | 0/895      |
|        | Nová historická možnost                 | 0/1086                | 0/9972       | 0/895      |
|        | Nestraníci                              | 16/1086               | 116/9972     | 116/895    |
| Celkem | Celkem                                  | 1 086                 | 9972         | 895        |